# Football League Cup 1962-1963
La English Football League Cup 1962-1963 è stata la 3ª edizione del terzo torneo calcistico più importante del calcio inglese. La manifestazione, ebbe inizio il 3 settembre 1962 e si concluse il 27 maggio 1963.
Il trofeo fu vinto dal Birmingham City, che nella doppia finale ebbe la meglio sui concittadini dell'Aston Villa, con il punteggio complessivo di 3-1.

## Formula
La Football League Cup era riservata alle 92 squadre della Football League. Il torneo era composto da scontri ad eliminazione diretta fino ai quarti di finale, le semifinali e la finale prevedevano invece due match, dove la squadra con il miglior risultato combinato accedeva all'atto conclusivo. Se uno scontro terminava in parità, la sfida veniva ripetuta a campi invertiti fino a quando una delle due contendenti non otteneva la vittoria, mentre in finale, se l'aggregato delle due gare risultava pari, si rigiocava in campo neutro finché non c'era una vincitrice. In caso di pareggio, anche nel replay, si faceva ricorso ai tempi supplementari.
|                              | Squadre che entrano in questo turno                                                                    | Squadre qualificate dal turno precedente    |
| ---------------------------- | --- | ------------------------------------------- |
| Primo turno (32 squadre)     | - 24 squadre dalla Fourth Division - 8 squadre dalla Third Division                                    |                                             |
| Secondo turno (64 squadre)   | - 16 squadre dalla Third Division - 21 squadre dalla Second Division - 11 squadre dalla First Division | - 16 squadre vincitrici del primo turno     |
| Terzo turno (32 squadre)     | | - 32 squadre vincitrici del secondo turno   |
| Quarto turno (16 squadre)    | | - 16 squadre vincitrici del terzo turno     |
| Quarti di finale (8 squadre) | | - 8 squadre vincitrici del quarto turno     |
| Semifinali (4 squadre)       | | - 4 squadre vincitrici dei quarti di finale |
| Finale (2 squadre)           | | - 2 squadre vincitrici delle semifinali     |

## Primo turno
| Squadra 1         | Risultato | Squadra 2        |
| ----------------- | --------- | ---------------- |
| 3 settembre 1962  |           |                  |
| Torquay Utd       | 2 - 0     | Oxford Utd       |
| Tranmere          | 2 - 3     | Carlisle Utd     |
| 4 settembre 1962  |           |                  |
| Brentford         | 3 - 0     | Wrexham          |
| 5 settembre 1962  |           |                  |
| Aldershot         | 2 - 0     | Exeter City      |
| Barrow            | 3 - 2     | Workington       |
| Bradford City     | 2 - 2     | Doncaster        |
| Chester City      | 2 - 0     | Stockport County |
| Crewe Alexandra   | 2 - 3     | Oldham Athletic  |
| Darlington        | 1 - 0     | Chesterfield     |
| Newport County    | 2 - 1     | Gillingham       |
| Shrewsbury Town   | 3 - 1     | Millwall         |
| Southport         | 0 - 0     | Rochdale         |
| York City         | 2 - 2     | Lincoln City     |
| 6 settembre 1962  |           |                  |
| Hartlepool Utd    | 1 - 1     | Barnsley         |
| Watford           | 1 - 2     | Colchester Utd   |
| 12 settembre 1961 |           |                  |
| Halifax Town      | 2 - 3     | Mansfield Town   |

### Replay
| Squadra 1         | Risultato   | Squadra 2      |
| ----------------- | ----------- | -------------- |
| 13 settembre 1962 |             |                |
| Barnsley          | 2 - 1       | Hartlepool Utd |
| 18 settembre 1962 |             |                |
| Doncaster         | 2 - 0       | Bradford City  |
| Rochdale          | 1 - 2 (dts) | Southport      |
| 19 settembre 1962 |             |                |
| Lincoln City      | 2 - 0       | York City      |

## Secondo turno
| Squadra 1         | Risultato | Squadra 2         |
| ----------------- | --------- | ----------------- |
| 24 settembre 1962 |           |                   |
| Aston Villa       | 6 - 1     | Peterborough Utd  |
| Barrow            | 3 - 1     | Shrewsbury Town   |
| Bury              | 2 - 2     | Lincoln City      |
| Hull City         | 2 - 2     | Middlesbrough     |
| Manchester City   | 0 - 0     | Blackpool         |
| QPR               | 1 - 2     | Preston N.E.      |
| Southampton       | 1 - 1     | Scunthorpe Utd    |
| Southport         | 1 - 3     | Luton Town        |
| Sunderland        | 7 - 1     | Oldham Athletic   |
| 25 settembre 1962 |           |                   |
| Barnsley          | 3 - 2     | Grimsby Town      |
| Brighton          | 1 - 5     | Portsmouth        |
| Bristol City      | 1 - 2     | Rotherham Utd     |
| Swindon Town      | 4 - 0     | Darlington        |
| Walsall           | 1 - 2     | Stoke City        |
| 26 settembre 1962 |           |                   |
| Aldershot         | 0 - 3     | Newport County    |
| Birmingham City   | 5 - 0     | Doncaster         |
| Bradford PA       | 3 - 1     | Huddersfield Town |
| Brentford         | 1 - 4     | Sheffield Utd     |
| Cardiff City      | 5 - 1     | Reading           |
| Chester City      | 2 - 2     | Mansfield Town    |
| Coventry City     | 3 - 2     | Swansea Town      |
| Derby County      | 1 - 1     | Blackburn         |
| Fulham            | 4 - 0     | Bournemouth       |
| Leeds Utd         | 2 - 1     | Crystal Palace    |
| Leicester City    | 4 - 4     | Charlton          |
| Newcastle Utd     | 1 - 1     | Leyton Orient     |
| Northampton Town  | 2 - 0     | Colchester Utd    |
| Norwich City      | 4 - 0     | Bolton            |
| Southend Utd      | 2 - 3     | Notts County      |
| Torquay Utd       | 1 - 2     | Carlisle Utd      |
| West Ham Utd      | 6 - 0     | Plymouth          |
| 27 settembre 1962 |           |                   |
| Bristol Rovers    | 2 - 0     | Port Vale         |

### Replay
| Squadra 1       | Risultato   | Squadra 2       |
| --------------- | ----------- | --------------- |
| 1 ottobre 1962  |             |                 |
| Leyton Orient   | 4 - 2       | Newcastle Utd   |
| 2 ottobre 1962  |             |                 |
| Blackburn       | 3 - 1       | Derby County    |
| Charlton        | 2 - 1       | Leicester City  |
| Scunthorpe Utd  | 2 - 2 (dts) | Southampton     |
| 8 ottobre 1962  |             |                 |
| Blackpool       | 3 - 3 (dts) | Manchester City |
| Lincoln City    | 2 - 3       | Bury            |
| Middlesbrough   | 1 - 1 (dts) | Hull City       |
| 10 ottobre 1962 |             |                 |
| Mansfield Town  | 0 - 1       | Chester City    |

### Secondo replay
| Squadra 1       | Risultato   | Squadra 2      |
| --------------- | ----------- | -------------- |
| 9 ottobre 1962  |             |                |
| Southampton     | 0 - 3       | Scunthorpe Utd |
| 10 ottobre 1962 |             |                |
| Hull City       | 3 - 0 (dts) | Middlesbrough  |
| 15 ottobre 1962 |             |                |
| Manchester City | 4 - 2       | Blackpool      |

## Terzo turno
| Squadra 1        | Risultato | Squadra 2       |
| ---------------- | --------- | --------------- |
| 15 ottobre 1962  |           |                 |
| Barrow           | 1 - 1     | Birmingham City |
| 16 ottobre 1962  |           |                 |
| Barnsley         | 1 - 2     | Luton Town      |
| Bradford PA      | 2 - 2     | Charlton        |
| Carlisle Utd     | 1 - 1     | Norwich City    |
| Northampton Town | 1 - 1     | Preston N.E.    |
| Rotherham Utd    | 3 - 1     | West Ham Utd    |
| 17 ottobre 1962  |           |                 |
| Aston Villa      | 3 - 1     | Stoke City      |
| Blackburn        | 4 - 0     | Leeds Utd       |
| Hull City        | 1 - 2     | Fulham          |
| Leyton Orient    | 9 - 2     | Chester City    |
| Notts County     | 5 - 0     | Swindon Town    |
| Portsmouth       | 5 - 1     | Coventry City   |
| Sunderland       | 2 - 0     | Scunthorpe Utd  |
| 23 ottobre 1962  |           |                 |
| Bristol Rovers   | 2 - 0     | Cardiff City    |
| Bury             | 3 - 1     | Sheffield Utd   |
| 24 ottobre 1962  |           |                 |
| Newport County   | 1 - 2     | Manchester City |

### Replay
| Squadra 1       | Risultato | Squadra 2        |
| --------------- | --------- | ---------------- |
| 23 ottobre 1962 |           |                  |
| Charlton        | 1 - 0     | Bradford PA      |
| 24 ottobre 1962 |           |                  |
| Norwich City    | 5 - 0     | Carlisle Utd     |
| 29 ottobre 1962 |           |                  |
| Birmingham City | 5 - 1     | Barrow           |
| Preston N.E.    | 2 - 1     | Northampton Town |

## Quarto turno
| Squadra 1        | Risultato | Squadra 2      |
| ---------------- | --------- | -------------- |
| 12 novembre 1962 |           |                |
| Aston Villa      | 6 - 2     | Preston N.E.   |
| Leyton Orient    | 3 - 2     | Charlton       |
| 13 novembre 1962 |           |                |
| Bury             | 3 - 1     | Bristol Rovers |
| 14 novembre 1962 |           |                |
| Birmingham City  | 3 - 2     | Notts County   |
| Blackburn        | 4 - 1     | Rotherham Utd  |
| Manchester City  | 1 - 0     | Luton Town     |
| Norwich City     | 1 - 0     | Fulham         |
| Portsmouth       | 0 - 0     | Sunderland     |

### Replay
| Squadra 1        | Risultato | Squadra 2  |
| ---------------- | --------- | ---------- |
| 21 novembre 1962 |           |            |
| Sunderland       | 2 - 1     | Portsmouth |

## Quarti di finale
| Squadra 1        | Risultato | Squadra 2       |
| ---------------- | --------- | --------------- |
| 3 dicembre 1962  |           |                 |
| Aston Villa      | 4 - 1     | Norwich City    |
| Leyton Orient    | 0 - 2     | Bury            |
| 5 dicembre 1962  |           |                 |
| Sunderland       | 3 - 2     | Blackburn       |
| 11 dicembre 1962 |           |                 |
| Birmingham City  | 6 - 0     | Manchester City |

## Semifinali
| Squadra 1       | Totale | Squadra 2   | Andata          | Ritorno        |
| --------------- | ------ | ----------- | --------------- | -------------- |
|                 |        |             | 12 gennaio 1963 | 22 aprile 1963 |
| Sunderland      | 1 - 3  | Aston Villa | 1 - 3           | 0 - 0          |
|                 |        |             | 27 marzo 1963   | 8 aprile 1963  |
| Birmingham City | 4 - 3  | Bury        | 3 - 2           | 1 - 1          |

## Finale

### Andata
| Arbitro: | E. Crawford |

|                 |           |         |
| Bloomfield Leek | Marcatori | Thomson |

| Birmingham City | Aston Villa |

| BIRMINGHAM CITY |                  |
|                 |                  |
| 1               | Johnny Schofield |
| 2               | Stan Lynn        |
| 3               | Colin Green      |
| 4               | Terry Hennessey  |
| 5               | Trevor Smith (C) |
| 6               | Malcolm Beard    |
| 7               | Mike Hellawell   |
| 8               | Jimmy Bloomfield |
| 9               | Jimmy Harris     |
| 10              | Ken Leek         |
| 11              | Bertie Auld      |
| Manager:        |                  |
| Gil Merrick     |                  |

| ASTON VILLA |                   |
|             |                   |
| 1           | Nigel Sims        |
| 2           | Cammie Fraser     |
| 3           | Charlie Aitken    |
| 4           | Vic Crowe         |
| 5           | John Sleeuwenhoek |
| 6           | Gordon Lee        |
| 7           | Alan Baker        |
| 8           | George Graham     |
| 9           | Bobby Thomson     |
| 10          | Ron Wylie         |
| 11          | Harry Burrows     |
| Manager:    |                   |
| Joe Mercer  |                   |

### Ritorno
| Birmingham 27 maggio 1963 | Aston Villa   | 0 – 0 | Birmingham City | Villa Park (37.921 spett.)\| Arbitro: \| A.W. Sparling \| |
| Arbitro:                  | A.W. Sparling |       |                 |                                                           |

| Aston Villa | Birmingham City |

|            |                |  |  |
|            |                |  |  |
| 1          | Nigel Sims     |  |  |
| 2          | Cammie Fraser  |  |  |
| 3          | Charlie Aitken |  |  |
| 4          | Vic Crowe      |  |  |
| 5          | Lew Chatterley |  |  |
| 6          | Gordon Lee     |  |  |
| 7          | Alan Baker     |  |  |
| 8          | George Graham  |  |  |
| 9          | Bobby Thomson  |  |  |
| 10         | Ron Wylie      |  |  |
| 11         | Harry Burrows  |  |  |
| Manager:   |                |  |  |
| Joe Mercer |                |  |  |

|             |                  |  |  |
|             |                  |  |  |
| 1           | Johnny Schofield |  |  |
| 2           | Stan Lynn        |  |  |
| 3           | Colin Green      |  |  |
| 4           | Terry Hennessey  |  |  |
| 5           | Trevor Smith (C) |  |  |
| 6           | Malcolm Beard    |  |  |
| 7           | Mike Hellawell   |  |  |
| 8           | Jimmy Bloomfield |  |  |
| 9           | Jimmy Harris     |  |  |
| 10          | Ken Leek         |  |  |
| 11          | Bertie Auld      |  |  |
| Manager:    |                  |  |  |
| Gil Merrick |                  |  |  |